# Chemia spożywcza
Chemia spożywcza – dział chemii zajmujący się składem chemicznym surowców, produktów, dodatków do żywności oraz metodami i chemizmem produkcji, analizą chemiczną surowców, produktów żywnościowych i dodatków do produktów spożywczych, np. konserwantów, barwników, regulatorów kwasowości, antyutleniaczy, wzmacniaczy smaku i zapachu i innych. Chemia spożywcza wiąże się ściśle z inżynierią chemiczną i biochemiczną, mikrobiologią techniczną, biochemią, technologią żywności, zdrową żywnością, toksykologią oraz wszelkimi normami (m.in. UE) dotyczącymi chemii produktów żywnościowych. Dotyczy piekarstwa, mleczarstwa, przerobu mięs, cukrownictwa, przetwórstwa warzyw i owoców, zielarstwa, produkcji substancji zapachowych, gorzelnictwa, winiarstwa, piwowarstwa, spożywczych wód mineralnych, przerobu zbóż, krochmalnictwa i innych dotyczących żywności.